# Pomnik „Bojownikom o wolność i niepodległość”
Pomnik „Bojownikom o wolność i niepodległość” w Kole – pomnik w Kole, usytuowany nad zalewem Warty, upamiętniający ofiary walk o niepodległość. Położony jest na terenie osiedla Stare Miasto.

## Historia
3 maja 1917 roku na miejscu bitwy oddziału Edmunda Taczanowskiego z Rosjanami stoczonej pod Kołem poświęcono krzyż z napisem „Poległym za wolność 1863 roku”, pod krzyżem ustawiono także głaz pamiątkowy.
29 grudnia 1933 roku z inicjatwy Zarządu Związku Podoficerów Rezerwy w Kole powstał komitet ufundowania pomnika powstańcom 1863 roku. W skład komitetu weszli wicestarosta Stefan Korycki (Związek Legionistów), Stanisław Pawlak, Józef Grudziński, Józef Głowinkowski i Wacław Janiak (Związek Podoficerów Rezerwy), inżynier Tadeusz Kulejowski (oficerowie), Leon Sanigórski, Jan Mielczarek i Leonard Matyborski (Związek Peowiaków). Prezesem honorowym komitetu został starosta Edward Wilczyński, a przewodniczącym Komitetu Wykonawczego Stefan Korycki. Projekt pomnika opracował Tadeusz Kulejowski, a wykonanie zlecono firmie Józefa Przybylskiego z Koła.
Ceremonia odsłonięcia pomnika miała miejsce w niedzielę, 26 sierpnia 1934 roku. Dzień wcześniej do miasta przybyli przedstawiciele 2 Dywizji Kawalerii wraz z generałem Bolesławem Wieniawą-Długoszowskim. W dniu odsłonięcia pomnika w mieście zebrały się oddziały Związku Strzeleckiego, Związku Rezerwistów i straży pożarnych, w ceremonii brał także udział szwadron 2 Dywizji Kawalerii i kompania z 3 Batalionu Strzelców. O godzinie 11 raport przyjął dowódca XII Brygady Kawalerii, pułkownik Piotr Skuratowicz w towarzystwie starosty Edwarda Wilczyńskiego. Po raporcie nastąpił przemarsz do kościoła pw. Krzyża Świętego i kościoła klasztornego na nabożeństwa, po których udano się pod pomnik. 
W ceremonii wziął udział Roch Szurgociński, jedyny żyjący wówczas powstaniec styczniowy na terenie powiatu kolskiego. Odsłonięcia pomnika miał dokonać generał Wieniawa-Długoszowski, służbowo wyjechał jednak do Warszawy. W związku z tym, ceremonię rozpoczął Edward Wilczyński, a pomnik odsłonił ostatecznie płk. Piotr Skuratowicz. Następnie aktu poświęcenia pomnika dokonał ks. Bronisław Pacześ, a wicestarosta Korycki odczytuje akt erekcyjny, który zostaje następnie złożony do szklanego naczynia i wmurowany w pomnik przez przedstawiciela wojewody łódzkiego, doktora Skalskiego. Z okazji odsłonięcia pomnika wiersz napisała Stanisława Fleszarowa-Muskat, wówczas uczennica VII klasy gimnazjum w Kole.
W czasie II wojny światowej pomnik został zniszczony, po wojnie pozostał po nim jedynie cokół. W 1962 roku, dzięki staraniom Józefa Mujty, pomnik odbudowano z okazji 600-lecia miasta.
W latach 1991–1995 dokonano renowacji i częściowej odbudowy pomnika (nowy spiżowy orzeł, ogrodzenie, grobla kamienna, tablica pamiątkowa). Autorem pomnika jest Roman Kosmala.